# 谢尔盖·特拉佩兹尼科夫
谢尔盖·帕夫洛维奇·特拉佩兹尼科夫（俄语：Сергей Павлович Трапезников；1912年2月19日（3月3日）—1984年3月12日）是第聂伯罗彼得罗夫斯克帮成员，苏共中央科学院院长、苏共中央科学与教育部部长。